# جارل ماگنوس ریبر
جارل ماگنوس ریبر (انگلیسی: Jarl Magnus Riiber؛ زادهٔ ۱۵ اکتبر ۱۹۹۷) از برندگان مدال‌های بازی‌های المپیک زمستانی اسکی‌باز پرش اهل نروژ است.